# Igor Zhelezovski
Igor Zhelezovski (n. 1 iulie 1963, Orša, RSS Bielorusă, URSS – d. 12 iunie 2021, Minsk, Belarus) a fost un patinator de viteză ce a reprezentat Uniunea Republicilor Sovietice Socialiste, medaliat olimpic. A participat la 3 ediții ale Jocurilor Olimpice (1988, 1992, 1994) în care a câștigat o medalie de argint și o medalie de bronz.